# Portulaca oblonga
Portulaca oblonga är en portlakväxtart som beskrevs av Albert Peter. Portulaca oblonga ingår i släktet portlaker, och familjen portlakväxter. Inga underarter finns listade i Catalogue of Life.